# Rancho Nuevo, Villa de Ramos
Rancho Nuevo är en ort i Mexiko.   Den ligger i kommunen Villa de Ramos och delstaten San Luis Potosí, i den centrala delen av landet, 500 km nordväst om huvudstaden Mexico City. Rancho Nuevo ligger 2 228 meter över havet och antalet invånare är 115.
Terrängen runt Rancho Nuevo är en högslätt. Runt Rancho Nuevo är det glesbefolkat, med 15 invånare per kvadratkilometer. Närmaste större samhälle är San Cipriano, 5,1 km väster om Rancho Nuevo. Omgivningarna runt Rancho Nuevo är i huvudsak ett öppet busklandskap.